# Charlotte Arnold
Pour les articles homonymes, voir Arnold.
Charlotte Arnold, née le 28 juillet 1989 à Toronto, est une actrice canadienne connue pour son rôle de Holly J. Sinclair dans la série télévisée Degrassi : La Nouvelle Génération et de Sadie Hawthorne dans la série canadienne La Vie selon Annie.

## Biographie
Elle est née le 27 juillet 1989 à Toronto, Ontario au Canada. En novembre 2008, elle entre à l'Université Ryerson en journalisme.

## Carrière
Elle débute avec le rôle de Kate O’Neil dans le téléfilm Giant Mine. Après plusieurs rôles mineurs, elle joue dans Custody of the Heart puis elle est nommée en 2001 pour le titre de Young Artist Award for Best Performance in a TV Movie dans la catégorie dix ans ou moins.
Depuis 2007, elle fait partie de la distribution de Degrassi pour le rôle de Holly J. Sinclair. En 2010, elle remporte le prix Gemini pour la performance de meilleure actrice dans une série pour adolescents, pour la saison 9 de Degrassi: The Next Generation.

## Filmographie
- 1996 : Giant Mine : Kate O'Neil, téléfilm
- 1997 : Invasion planète Terre : petite fille, épisode Decision
- 1999 : Real Kids, Real Adventures : Holli, épisode Amy to the Rescue: The Amy Toole Story
- 2000 : L'Amour en question (Custody of the Heart), Kiki Raphael, téléfilm
- 2000 : Harlan County War : Lucinda Kincaid, téléfilm
- 2000 : One Kill : Callie O'Malley, téléfilm
- 2000 : Range of Motion : Sarah Berman, téléfilm
- 2001 : Jewel : Annie Hillburn (7 à 11 ans), téléfilm
- 2001 : Marni et Nate : série télévisée
- 2001 : The Safety of Objects de Rose Troche : Sally Christianson
- 2002 : Le Temps du loup : Paige McGuire
- 2004 : Zixx Level One : Sarah Mills, épisodes Four's a Crowd et Revenge Is Sweet
- 2005–2007 : La Vie selon Annie : Annie Hawthorne (Sadie Hawthorne en anglais) (59 épisodes)
- 2007 : They Come Back : Megan Belleflower, téléfilm
- 2006–2012 : Degrassi : La Nouvelle Génération : Holly J. Sinclair (137 épisodes)
- 2009 : Degrassi Goes Hollywood : Holly J. Sinclair, téléfilm
- 2010 : Degrassi Takes Manhattan : Holly J. Sinclair, téléfilm